# 米尔矿场
米尔矿场（英語：Mir Mine，羅馬化：Kimberlitovaya Almaznaya Trubka "Mir"），因其俄罗斯语名原意为“‘和平’金伯利钻石矿”，故而该矿场也被译作“和平矿场”；同时也因为该矿场地处萨哈共和国的米尔内，因此也被称为“米尔内矿场”。米尔矿场是一座露天开采的钻石矿，位于俄罗斯联邦远东联邦管区萨哈共和国的米尔内。矿场深度超过525（1,722英尺），是世界第四深；直径1,200（3,900英尺），是世界上最大的挖掘洞之一。
米尔矿区的露天采矿于2001年停止。但是自2009年以来，其地下采矿一直处于活跃状态。